# Monti dell'Anjuj
I Monti dell'Anjuj (in russo: Анюйский хребет, Anjujskij chrebet) sono una catena montuosa dell'Estremo Oriente russo. Si trovano nel Circondario autonomo della Čukotka. Hanno una lunghezza di circa 380 km, una larghezza di circa 80 e culminano a 1 779 metri di quota (il Pik Blochina). La seconda vetta della catena è il Pik Sovetskoj Gvardii 1 759m.
La catena montuosa si trova tra i fiumi Bol'šoj Anjuj e Malyj Anjuj (affluenti della Kolyma) e fa parte degli altopiani della Siberia Orientale. Confina a nord con il mare della Siberia orientale, a est con l'altopiano dei Ciukci, a sud-est con l'altopiano dell'Anadyr', a sud-ovest con i monti della Kolyma e ad ovest con la pianura della Siberia Orientale. I monti sono composti da arenaria, scisti, argillite, con intrusioni di granito.
Il crinale è ricoperto di vegetazione. Nelle valli fluviali ci sono foreste di larici, i pendii delle montagne sono ricoperti di vegetazione di tundra e sulle cime c'è la tundra di montagna.